# Dolina Vipave
Dolina Vipave este o arie protejată (arie specială de conservare — SAC, sit de importanță comunitară — SCI) din Slovenia întinsă pe o suprafață de 5.112,22 ha, integral pe uscat.

## Localizare
Centrul sitului Dolina Vipave este situat la coordonatele 45°53′55″N 13°45′32″E / 45.8985°N 13.759°E.

## Înființare
Situl Dolina Vipave a fost declarat sit de importanță comunitară în aprilie 2004 pentru a proteja 24 de specii de animale. Situl a fost protejat și ca arie specială de conservare în februarie 2012.

## Biodiversitate
Situată în ecoregiunea continentală, aria protejată conține 2 habitate naturale: Fânețe de joasă altitudine (Alopecurus pratensis, Sanguisorba officinalis), Păduri ilirice de stejar și carpen (Erythronio-Carpinion).
La baza desemnării sitului se află mai multe specii protejate:
- amfibieni (3): izvoraș-cu-burta-galbenă (Bombina variegata), Rana latastei, Triturus carnifex
- mamifere (1): vidră de râu (Lutra lutra)
- nevertebrate (11): Austropotamobius pallipes, fluturele-tigru (Callimorpha quadripunctaria), Carabus variolosus, Coenagrion ornatum, Cordulegaster heros, fluturele auriu (Euphydryas aurinia), rădașcă (Lucanus cervus), fluturele purpuriu (Lycaena dispar), Maculinea teleius, Unio crassus, Vertigo angustior
- pești (8): Alburnus albidus, Barbus meridionalis, Barbus plebejus, Chondrostoma genei, zvârluga (Cobitis taenia), zglăvoacă (Cottus gobio), Lethenteron zanandreai, Rutilus rubilio
- reptile (1): țestoasa de baltă (Emys orbicularis)